# Tagarina
Tagarina, derivat de tagarí "moro de frontera" (mudèjar), dona nom a la vall o barranc en el terme municipal de Sella (Marina Baixa) situat entre Aitana i la Penya de Sella; i a altres accidents del mateix barranc de Tagarina com són les cases i els masos de Tagarina (Sella), la solana de Tagarina (Benifato), el portet de Tagarina (Benimantell), i l'Alt de Tagarina (entre Benifato i Benimantell).